# Begunjščica
Le Begunjščica est un sommet des Alpes, à 2 060 m, dans les Karavanke, en Slovénie. Il s'élève depuis l'alpage occidental de Smokuč (slovène : Smokuška planina) jusqu'à Sainte-Anne (Sveti Ana) sur son côté oriental. La montagne compte en fait trois cimes principales, la plus élevée étant le Grand Pic (Veliki vrh, culminant à 2 060 mètres) ; le pic occidental (Srednji vrh, 1 979 m) se trouve un peu plus bas, et le pic oriental est Begunje Vrtača (Begunjska Vrtača, 1 993 m). Les pentes méridionales s'élèvent au-dessus de la vallée de la Draga. L'ascension de la montagne est relativement facile et possible tout au long de l'année. En hiver et au début du printemps, les conditions sont favorables au ski de randonnée.

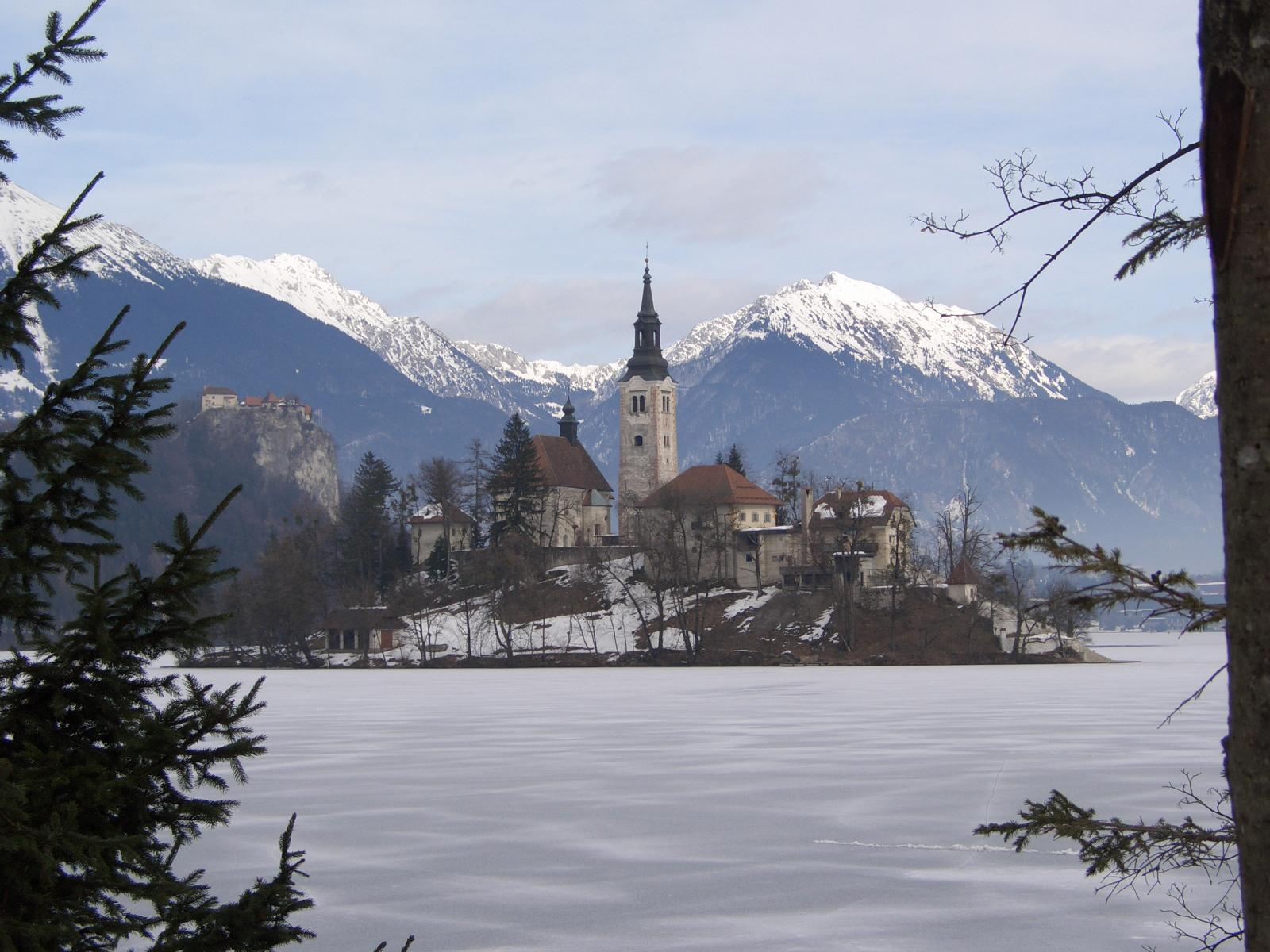
Le lac de Bled gelé en hiver. Au fond à droite, le Begunjščica.